# Breakfast in Bed (musikalbum)
Breakfast in Bed utkom 2007 och är det femte studioalbumet av Joan Osborne. Albumet innehåller mest soulcovers från 1970-talet och 1980-talet, bland annat "Midnight Train To Georgia" av Gladys Knight & the Pips. Albumet innehåller också fem egenproducerade sånger.

## Standing in the Shadows of Motown
Två sånger som Joan Osborne sjöng live från dokumentärfilmen Standing in the Shadows of Motown finns på slutet av albumet. De är "Heatwave" och en kraftfull version av Jimmy Ruffins "What Becomes of the Brokenhearted?"

## Låtlista
1. I've Got To Use My Imagination
2. Ain't No Sunshine (Bill Withers)
3. Midnight Train to Georgia
4. Baby is a Butterfly (Osborne)
5. Breakfast in Bed (Eddie Hinton/Donnie Fritts)
6. Cream Dream
7. Natural High
8. Heart of Stone (Osborne)
9. Sara Smile
10. Eliminate the Night (Osborne)
11. Break Up to Make Up
12. I Know What's Goin' On (Osborne)
13. Alone With You (Osborne)
14. Kiss And Say Goodbye
15. Heat Wave
16. What Becomes of the Brokenhearted